# Furio Scarpelli

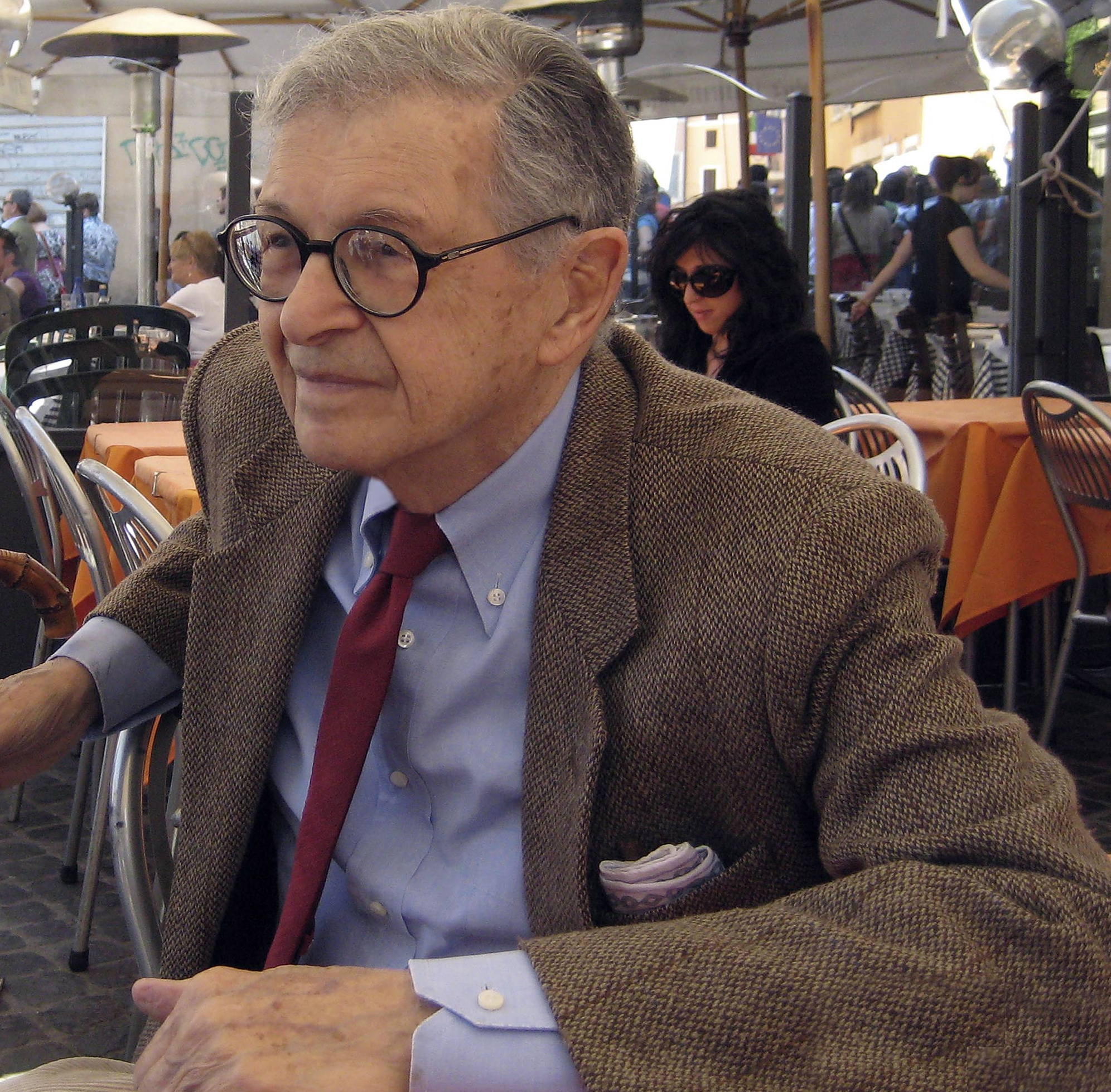
Furio Scarpelli, 2008

Furio Scarpelli (* 16. Dezember 1919 in Rom; † 28. April 2010 ebenda) war ein italienischer Drehbuchautor. Oftmals arbeitete er mit Agenore Incrocci (als Age & Scarpelli) zusammen. Er wurde dreimal für den Oscar nominiert.

## Leben
Scarpelli begann seine berufliche Laufbahn zunächst als satirischer Illustrator, bis er nach dem Kriege Agenore Incrocci kennenlernte. Mit diesem bildete fortan als Age & Scarpelli ein vielbeschäftigtes Autorenteam der italienischen Filmindustrie. Zunächst schrieben sie Komödien für Totò, danach kann man sie als Erfinder der Commedia all’italiana ansehen, für die sie Klassiker von Mario Monicelli, Dino Risi und Pietro Germi schrieben. Aber auch ernsthafte Filme wie Zwei glorreiche Halunken (1966) entstanden nach ihren Büchern.
Ohne seinen Partner Incrocci arbeitete Scarpelli seit Ende der 1960er Jahre oftmals mit dem Filmregisseur Ettore Scola zusammen. Bis ins Jahr 2009 als Drehbuchautor aktiv, wurde er 1996 für sein Skript zu Der Postmann gemeinsam mit Anna Pavignano, Michael Radford, Massimo Troisi und Giacomo Scarpelli für den Oscar nominiert in der Kategorie Bestes adaptiertes Drehbuch. Zwei weitere Nominierungen hatte er zuvor 1965 (für Die Peitsche im Genick) und 1966 (für Casanova '70) erhalten.

## Filmografie (Auswahl)
- 1951: O.K. Nero (O.K. Nerone)
- 1952: Totò und die Frauen (Totò e le donne)
- 1957: Väter und Söhne (Padri e figli)
- 1958: Diebe haben’s schwer (I soliti ignoti)
- 1958: Gesetz ist Gesetz (La loi, c’est la loi)
- 1959: Man nannte es den großen Krieg (La grande guerra)
- 1960: Der Weg zurück (Tutti a casa)
- 1961: Vergewaltigt in Ketten (A cavallo della tigre)
- 1963: Die Peitsche im Genick (I compagni)
- 1963: I mostri
- 1964: Verrückter Sommer (Frenesia dell'estate)
- 1965: Casanova ’70
- 1966: Aber, aber, meine Herren… (Signore & signori)
- 1966: Die unglaublichen Abenteuer des hochwohllöblichen Ritters Branca Leone (L’armata Brancaleone)
- 1966: Zwei glorreiche Halunken (Il buono, il brutto, il cattivo)
- 1968: Riusciranno i nostri eroi a ritrovare l’amico misteriosamente scomparso in Africa?
- 1970: Eifersucht auf italienisch (Dramma della gelosia)
- 1970: Brancaleone auf Kreuzzug ins Heilige Land (Brancaleone alle crociate)
- 1971: Abend ohne Alibi (In nome del popolo italiano)
- 1974: Wir waren so verliebt (C’eravamo tanto amati)
- 1980: Hurricane Rosie (Temporale Rosy)
- 1980: Die Terrasse (La terrazza)
- 1983: Le Bal – Der Tanzpalast (Le Bal)
- 1987: Die Familie (La famiglia)
- 1994: Der Postmann (Il postino)
- 1998: La cena